# نیتن الینگتون
نیتن الینگتون (انگلیسی: Nathan Ellington؛ زادهٔ ۲ ژوئیهٔ ۱۹۸۱) یک بازیکن فوتبال اهل بریتانیا است.